# Condado de Mecosta
O Condado de Mecosta é um dos 88 condados do estado americano de Michigan. A sede do condado é Big Rapids, e sua maior cidade é Big Rapids.
O condado possui uma área de 1 479 km² (dos quais 40 km² estão cobertos por água), uma população de 40 553 habitantes, e uma densidade populacional de 28 hab/km² (segundo o censo nacional de 2000). O condado foi fundado em.